# Liste der Biografien/Bers
Liste der Biografien |
Portal Biografien |
Personensuche
# |
A |
B |
C |
D |
E |
F |
G |
H |
I |
J |
K |
L |
M |
N |
O |
P |
Q |
R |
S |
T |
U |
V |
W |
X |
Y |
Z |
?
 
Ba |
Be |
Bd |
Bg |
Bh |
Bi |
Bj |
Bl |
Bm |
Bn |
Bo |
Br |
Bs |
Bu |
Bw |
By |
Bz
 
Bea–Beb |
Bec |
Bed |
Bee |
Bef |
Beg |
Beh |
Bei |
Bej |
Bek |
Bel |
Bem |
Ben |
Beo |
Bep |
Beq |
Ber |
Bes |
Bet |
Beu |
Bev |
Bew |
Bex |
Bey |
Bez
 
Bera |
Berb |
Berc |
Berd |
Bere |
Berf |
Berg |
Berh |
Beri |
Berj |
Berk |
Berl |
Berm |
Bern |
Bero |
Berq |
Berr |
Bers |
Bert |
Beru |
Berv |
Berw |
Berx |
Bery |
Berz
Die Liste der Biografien führt alle Personen auf, die in der deutschsprachigen Wikipedia einen Artikel haben. Dieses ist eine Teilliste mit 71 Einträgen von Personen, deren Namen mit den Buchstaben „Bers“ beginnt.

## Bers
- Bers, Günter (* 1940), deutscher Historiker
- Bers, Lipman (1914–1993), US-amerikanischer Mathematiker
- Bers, Victor (* 1944), US-amerikanischer Klassischer Philologe

### Bersa
- Bersa, Blagoje (1873–1934), jugoslawischer Komponist
- Bersabal, Reynaldo (* 1962), philippinisch-US-amerikanischer römisch-katholischer Geistlicher, Weihbischof in Sacramento
- Bersani, Giuseppina (1949–2023), italienische Fechterin
- Bersani, Leo (1931–2022), US-amerikanischer Hochschullehrer, Literaturtheoretiker und Professor für Französisch
- Bersani, Pier Luigi (* 1951), italienischer Politiker, Mitglied der Camera, MdEP
- Bersani, Samuele (* 1970), italienischer Cantautore
- Bersarin, Nikolai Erastowitsch (1904–1945), sowjetischer Generaloberst und erster sowjetischer Stadtkommandant von BerlinNikolai Erastowitsch Bersarin (1904–1945)

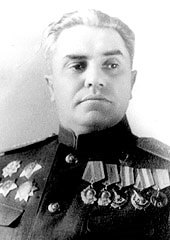
Nikolai Erastowitsch Bersarin (1904–1945)

### Bersc
- Bersch, Carl (1834–1914), deutsch-amerikanischer Maler
- Bersch, Hans-Jürgen (1925–2016), deutscher Chemiker und Wissenschaftsjournalist
- Bersch, Walter (* 1954), deutscher Politiker (SPD), MdB
- Bersch, Wilhelm (1868–1918), österreichischer Chemiker und Agronom
- Berschadskaja, Tatjana Sergejewna (1921–2021), sowjetische bzw. russische Musikwissenschaftlerin und Hochschullehrerin
- Berschanskaja, Jewdokija Dawydowna (1913–1982), russische Pilotin
- Berschanskaja, Wassilissa Michailowna (* 1993), russische Opernsängerin (Mezzosopran)
- Berscheid, Jessica (* 1997), luxemburgische Fußballspielerin
- Berscheid, Martina (* 1973), deutsche Autorin
- Berschin, Helmut (* 1940), deutscher Sprachwissenschaftler
- Berschin, Walter (* 1937), deutscher mittellateinischer Philologe
- Berschkeit, Erich (1926–2002), deutscher Politiker (SPD), Bürgermeister und MdB
- Berschneider, Gudrun (* 1959), deutsche Architektin
- Berschneider, Johannes (1952–2022), deutscher Architekt
- Berschow, Serhij (* 1947), ukrainischer Bergsteiger
- Berschuck, Laura (* 1993), deutsche Schauspielerin
- Berschuk, Olaf (* 1963), deutscher Fußballspieler

### Berse
- Berselli, Matteo, italienischer Opernsänger (Sopran-Kastrat)
- Bersellini, Eugenio (1936–2017), italienischer Fußballspieler und -trainer
- Berset Kohen, Muriel (* 1965), Schweizer Diplomatin
- Berset, Alain (* 1972), Schweizer Politiker (SP)Alain Berset (* 1972)

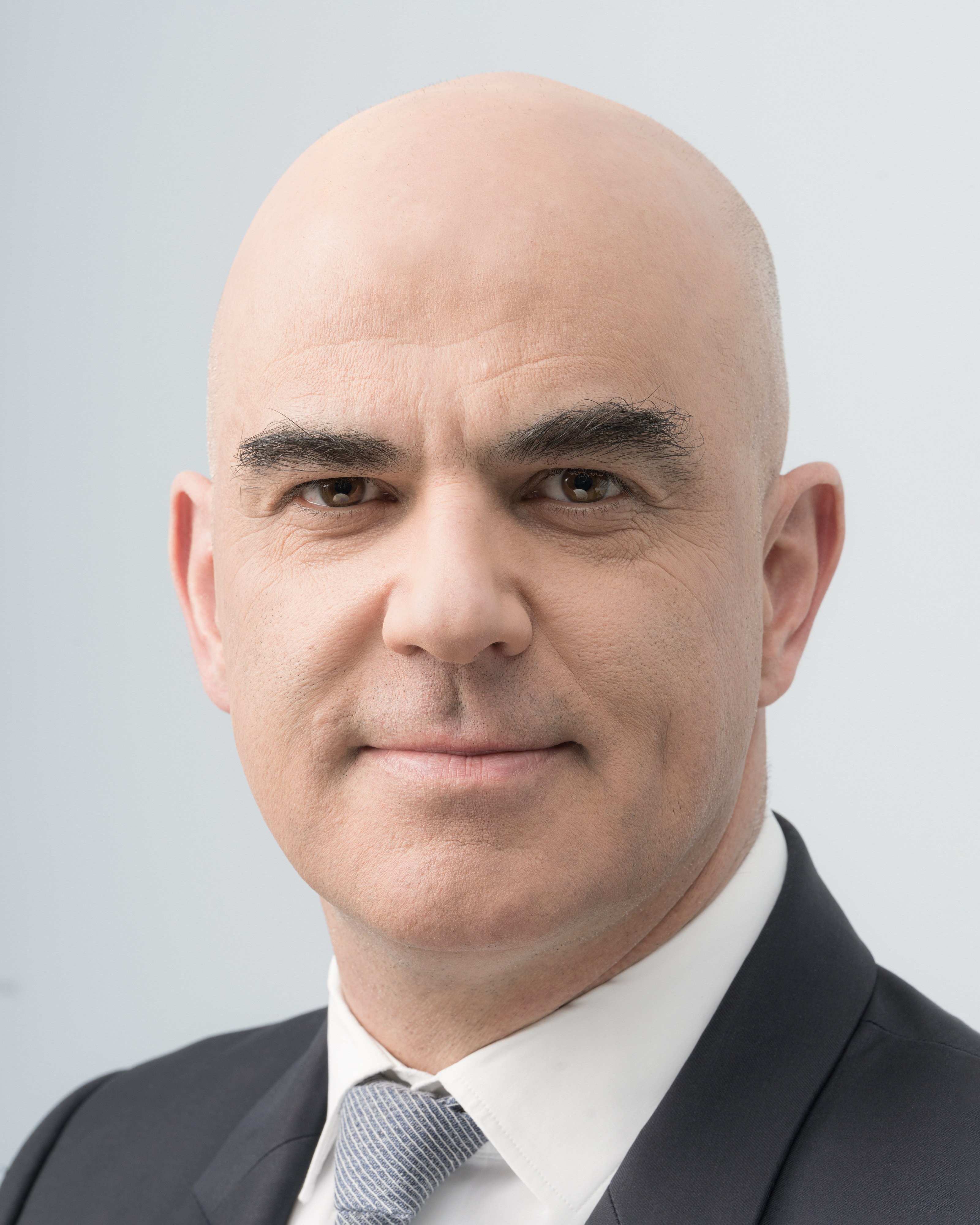
Alain Berset (* 1972)

- Berset, Bernhard, Schweizer Cheftestpilot bei der Armasuisse und Pilot bei der Schweizer Luftwaffe
- Berset, Daniel (* 1953), Schweizer Bildhauer, Grafiker und Maler
- Berset, Florestan (* 1995), Schweizer Improvisationsmusiker (Gitarre)
- Berset, Ursula (* 1973), Schweizer Politikerin der Grünliberalen Partei (GLP)
- Bersezio, Vittorio (1828–1900), italienischer Schriftsteller und Journalist

### Bersh
- Bershad, Brian, US-amerikanischer Informatiker

### Bersi
- Bersier, Eugène (1831–1889), französischer evangelischer Geistlicher
- Bersier, Iseut (1935–2022), Schweizer Malerin, Bildhauerin, Illustratorin und Musikerin
- Bersin, Jan Antonowitsch (1881–1938), lettisch-sowjetischer Revolutionär und Diplomat
- Bersin, Jan Karlowitsch (1889–1938), Chef des militärischen Aufklärungsdienstes der Roten Armee
- Bersin, Jewgeni Walentinowitsch (* 1970), russischer Straßen- und BahnradrennfahrerJewgeni Walentinowitsch Bersin (* 1970)

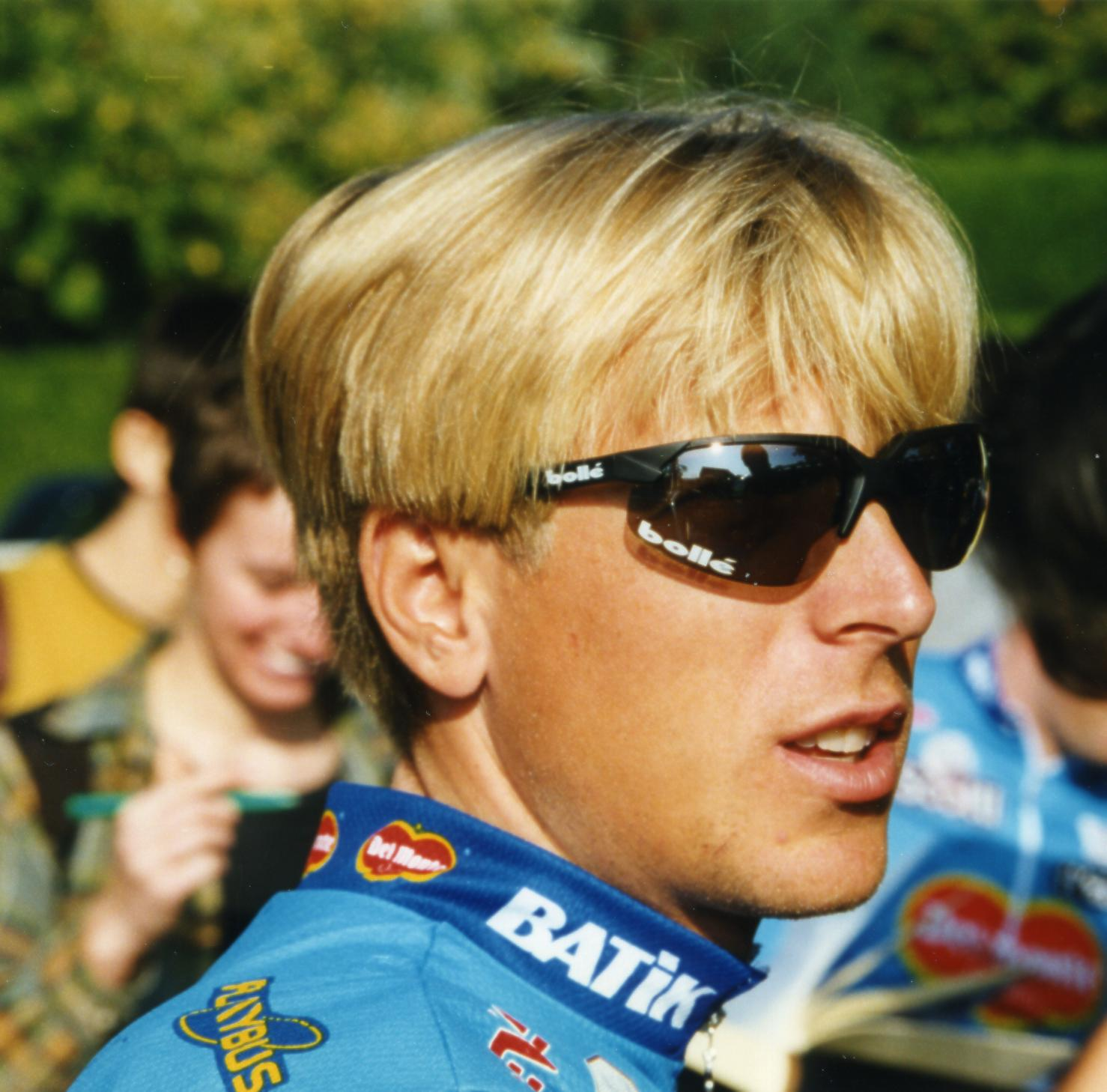
Jewgeni Walentinowitsch Bersin (* 1970)

- Bersin, Theodor (1902–1967), deutscher Biochemiker und NS-Dozentenbundsführer
- Bersina von Siegenthal, Heinrich (1762–1831), k. k. General der Kavallerie, Ritter des Maria-Theresia-Ordens, k.k. Vizehofkriegspräsident und zweiter Inhaber des Kürassierregiments Nr. 1
- Bersina, Swetlana Jakowlewna (1932–2012), sowjetisch-russische Historikerin und Afrikawissenschaftlerin
- Bersiner, Til (* 2001), deutscher Sänger, Komponist und Songwriter

### Bersm
- Bersman, Gregor (1538–1611), deutscher Philologe und lateinischer Dichter

### Berso
- Bersohn, Mathias († 1908), polnisch-jüdischer Industrieller, Bankier, Historiker und Kunstsammler
- Berson, Arthur (1859–1942), deutscher Meteorologe
- Berson, Jerome (1924–2017), US-amerikanischer Chemiker
- Berson, Mathieu (* 1980), französischer Fußballspieler
- Berson, Philipp Bernard François (1754–1835), deutscher Architekt und preußischer Baubeamter
- Berson, Solomon Aaron (1918–1972), US-amerikanischer Nuklearmediziner
- Berson, Will, US-amerikanischer Drehbuchautor
- Bersot, Ernest (1816–1880), französischer Philosoph und Publizist
- Bersot, Lucien (1881–1915), französischer Soldat

### Berss
- Berssenbrugge, Henri (1873–1959), niederländischer Fotograf

### Berst
- Berst-Frediani, Sascha (* 1964), deutsch-italienischer Rechtsanwalt und Schriftsteller
- Berstad, Ragnhild (* 1956), norwegische Komponistin und Gitarristin
- Bersted, Stephen († 1287), englischer Geistlicher, Bischof von Chichester
- Berstett, Christian Jakob August von (1773–1860), badischer Major und Numismatiker
- Berstett, Wilhelm Ludwig von (1769–1837), badischer Staatsmann und Ministerpräsident
- Berstl, Julius (1883–1975), deutscher, (seit 1947) britischer Schriftsteller

### Bersu
- Bersu, Gerhard (1889–1964), deutscher Prähistoriker
- Bersudski, Eduard Leonidowitsch (* 1939), russischer Bildhauer
- Bersuker, Isaak Boruchowitsch (* 1928), sowjetisch-moldauischer Physikochemiker und Hochschullehrer

### Bersw
- Berswordt, Johann von der (1574–1640), westfälischer Geschichtsschreiber
- Berswordt, Rudolf von (1817–1877), preußischer Landrat im Kreis Oels (1859–1868) in der Provinz Schlesien
- Berswordt-Wallrabe, Kornelia von (* 1944), deutsche Kunsthistorikerin, Landesmuseumsdirektorin am Staatlichen Museum Schwerin
- Berswordt-Wallrabe, Ludwig von (1844–1926), preußischer Landrat des Kreises Hattingen (1887–1919)
- Berswordt-Wallrabe, Silke von (* 1970), deutsche Kunsthistorikerin, Ausstellungsmacherin und Autorin